# Mick McCarthy
Michael Joseph „Mick“ McCarthy (* 7. Februar 1959 in Barnsley, England) ist ein irischer Fußballtrainer, der zuletzt von November 2018 bis April 2020 zum zweiten Mal die irische Nationalmannschaft trainierte. Neben seiner Trainertätigkeit arbeitete er auch bereits als TV-Experte im Fußball-Fernsehen. Er war der erste irische Fußballspieler, der sowohl als Spieler als auch als Trainer zu einer Endrunde der Weltmeisterschaft antrat.

## Spielerkarriere
McCarthy debütierte am 20. August 1977 beim Spiel gegen den AFC Rochdale für den Drittligisten FC Barnsley. In der Saison 1980/81 schaffte er mit diesem Team den Aufstieg in die Football League Second Division, die damals zweithöchste Spielklasse im englischen Fußball. 1983 wechselte er zum Ligakonkurrenten Manchester City und sammelte dort in vier Jahren auch viele Einsätze in der ersten Liga. Nach zehn Jahren im englischen Fußball ging McCarthy nach Schottland zu Celtic Glasgow. Bei Celtic konnte er seine einzigen zählbaren Erfolge als Spieler feiern. Neben der schottischen Meisterschaft 1988 wurde auch der Scottish FA Cup 1988 und 1989 gewonnen. Danach wechselte er nach Frankreich zu Olympique Lyon, die gerade erst in die Ligue 1 aufgestiegen waren. Dort konnte sich McCarthy jedoch nicht durchsetzen und wurde deshalb im März 1990 an den FC Millwall verliehen. Nur wenige Monate später wurde er dann endgültig verpflichtet. Die folgenden zwei Jahre waren jedoch geprägt von Verletzungen, weshalb er 1992 vom Spielbetrieb zurücktrat und das Traineramt des Vereins übernahm.

## Nationalmannschaft
Obwohl er in England geboren wurde, hatte Mick McCarthy aufgrund seines irischen Vaters Charles die Berechtigung, um für die irische Fußballnationalmannschaft zu spielen. Am 23. Mai 1984 debütierte er beim Spiel gegen Polen. Mit der Zeit etablierte er sich als Stammspieler und wurde sogar Kapitän des Nationalteams. Bei der Fußball-Europameisterschaft 1988 absolvierte er alle drei Spiele und bei der Fußball-Weltmeisterschaft 1990 erreichte er mit Irland das Viertelfinale. Insgesamt bestritt er 57 Länderspiele und schoss dabei 2 Tore.

## Trainerkarriere
1992 startete er zunächst als Spielertrainer beim FC Millwall und beerbte Bruce Rioch. Vier Jahre später galt er nach dem Ausscheiden von Jack Charlton als heißer Trainerkandidat für den vakanten Platz in der irischen Nationalmannschaft. Am 5. Februar 1996 wurde er dann offiziell als Trainer vom Verband vorgestellt. Nach der verpassten Qualifikation zur Weltmeisterschaft 1998 und zur Europameisterschaft 2000, konnte er sich mit den Iren für die Fußball-Weltmeisterschaft 2002 qualifizieren. Überschattet wurde die Teilnahme jedoch durch den Streit zwischen McCarthy und dem damaligen Starspieler Roy Keane. Keane wurde nach Hause geschickt, nachdem er sich über die Vorbereitung und die Ausstattung des Teams beschwert hatte. Trotz der guten Leistungen bei der WM, startete Irland eher mäßig in die Qualifikation zur Europameisterschaft 2004. Unter dem Druck der Öffentlichkeit trat McCarthy am 5. November 2002 von seinem Posten zurück. Fünf Monate später übernahm er das Traineramt beim FC Sunderland, konnte den Abstieg aus der Premier League jedoch nicht mehr verhindern und verlor mit den Black Cats alle der verbleibenden neun Ligaspiele.
In der Saison 2004/05 schaffte er mit dem Team den Wiederaufstieg in die erste Liga. Dort angekommen stagnierten aber die Leistungen von Sunderland. Zehn Spiele vor dem Ende der Saison hatte seine Mannschaft bereits 16 Punkte Rückstand auf einen Nichtabstiegsplatz und McCarthy wurde als Trainer ausgerechnet von Roy Keane abgelöst. Am 21. Juli 2006 wurde er als Nachfolger von Glenn Hoddle bei den Wolverhampton Wanderers eingestellt. Nach zwei gescheiterten Anläufen schaffte er in seiner dritten Saison bei den Wolves den Aufstieg in die Premier League. Mit McCarthy als Trainer etablierte sich der Verein in den folgenden Jahren in der Premier League und schaffte stets den Klassenerhalt. Nach einer Serie von schlechten Ergebnissen und dem Abrutschen auf einen Abstiegsplatz der Premier League 2011/12 trennten sich die Wolverhampton Wanderers am 13. Februar 2012 nach einer 1:5-Niederlage gegen den Lokalrivalen West Bromwich Albion von Mick McCarthy.
Am 1. November 2012 wurde McCarthy als neuer Trainer von Ipswich Town, dem Tabellenletzten der Football League Championship, vorgestellt. Dort hatte er den zurückgetretenen Paul Jewell abgelöst. In der Saison 2014/15 schaffte er mit dem Club die Qualifikation zu den Aufstiegsplayoffs, scheiterte dort jedoch am Premier-League-Absteiger Norwich City, welcher dadurch den sofortigen Wiederaufstieg erreichte. Ende März 2018 wurde bekannt gegeben, dass McCarthy den Klub mit Ablauf seines Vertrags zum Saisonende verlassen wird. Zwei Wochen später, nach einem 1:0-Sieg gegen den FC Barnsley, entschied sich McCarthy schon vier Spieltage vor Saisonende, den Klub mit sofortiger Wirkung zu verlassen.
Am 25. November 2018 stellte ihn der irische Fußballverband zum zweiten Mal als neuen Trainer der Nationalmannschaft vor. Unter ihm schloss die Mannschaft die Qualifikation zur EM 2020 als Gruppendritter ab und qualifizierte sich für die Play-offs. Nachdem das Turnier aufgrund der globalen COVID-19-Pandemie auf das Jahr 2021 verschoben worden war, der weltweite Spielbetrieb seit März 2020 zum Erliegen gekommen war und McCarthys Vertrag nur noch bis zum 31. Juli 2020 gültigen gewesen wäre, trat er Anfang April 2020 von seinem Amt zurück. Auf ihn folgte Stephen Kenny, Trainer der U21 Irlands, der ihn zum 1. August 2020 sowieso hätte beerben sollen.
Im Januar 2021 wurde McCarthy als Nachfolger von Neil Harris als Cheftrainer von Cardiff City verpflichtet. Nach acht Liganiederlagen in Folge trennten sich Ende Oktober 2021 McCarthy und der Verein „in gegenseitigem Einvernehmen.“ Am 19. Januar 2023 wurde McCarthy als Nachfolger von Michael Appleton als neuer Cheftrainer des abstiegsgefährdeten Zweitligisten FC Blackpool vorgestellt. Zum Zeitpunkt der Übernahme stand der Klub mit drei Punkten Rückstand auf die Nicht-Abstiegsränge auf dem vorletzten Platz. McCarthy erhielt einen Vertrag bis Saisonende. Nachdem er mit der Mannschaft nur zwei Siege in vierzehn Spielen erringen konnte, trat McCarthy im April 2023 bereits wieder zurück.

## Titel
- als Spieler:
  - Schottischer Fußballmeister: 1988
  - Schottischer Pokalsieger: 1988, 1989